# 仰光东县
仰光东县，是缅甸仰光省历史上管辖的一个旧县。

## 历史沿革
2022年4月30日，缅甸政府撤销仰光东县，以波达通镇区、多邦镇区、敏加拉当纽镇区、勃生堂镇区和打基达镇区析设波达通县，以德贡谬迪港口镇区、德贡谬迪北镇区、德贡谬迪南镇区和德贡谬迪东镇区析设德贡谬迪县，以丁眼遵镇区、南奥格拉巴镇区、淡汶镇区和仰景镇区析设丁眼遵县，北奥格拉巴镇区划归新设立的玛仰公县。

## 行政区划
2022年，仰光东县下辖波达通镇区、多邦镇区、敏加拉当纽镇区、勃生堂镇区、打基达镇区、德贡谬迪港口镇区、德贡谬迪北镇区、德贡谬迪南镇区、德贡谬迪东镇区、丁眼遵镇区、南奥格拉巴镇区、淡汶镇区、仰景镇区和北奥格拉巴镇区14个镇区。